# Jasna
Jasna (in cirillico: Јасна) è un nome proprio di persona slavo femminile, nello specifico croato, sloveno, serbo e macedone.

## Origine e diffusione
Deriva dal termine slavo meridionale jasno, che significa "chiaro", "netto", "nitido" per significato è quindi affine al nome Chiara.
Il nome ha anche una certa notorietà come toponimo: Jasna Góra (Monte Chiaro) è infatti il nome locale del Santuario di Częstochowa.

## Onomastico
Il nome è adespota, ovvero non è portato da alcuna santa. L'onomastico ricade dunque il 1º novembre, giorno di Ognissanti.

## Persone
- Jasna Fazlić, tennistavolista statunitense
- Jasna Majstorović, pallavolista serba
- Jasna Šekarić, tiratrice serba